# Metsä Tissue
Metsä Tissue Oy är ett finländskt mjukpappersföretag inom Metsä Group, som säljer sina produkter under varumärken som Lambi och Serla. 
Metsä Tissue grundades som ett träsliperi 1868 i Mänttä av Gustaf Adolf Serlachius som G.A. Serlachius Oy. Företaget började sälja toalettpapper 1908 och smörgåspapper 1924. 
G.A. Serlachius Oy fusionerades med Metsäliiton Teollisuus Oy 1987, varvid Metsä-Serla bildades. Metsä-Serla köpte Katrinefors AB 1989. 
Metsä-Serla börsnoterade Metsä Tissue på Helsingforsbörsen 1997. Metsä Tissue köpte samma år de två tyska pappersföretagen Halstrick och Strepp. Metsä Tissue har idag tio pappersbruk i drift i Finland, Tyskland, Polen, Slovakien och Sverige. Företagets huvudkontor ligger i Esbo i Finland.

## Pappersbruk
- Mänttä i Finland (mjukpapper och smörgåspapper)
- Katrinefors bruk i Mariestad i Sverige
- Nyboholms bruk i Kvillsfors i Sverige
- Pauliströms bruk i Sverige
- Düren i Tyskland (smörgåspapper)
- Kreuzau i Tyskland
- Raubach i Tyskland
- Zilina i Slovakien
- Krapkowice i Polen

## Varumärken i urval
- Lambi (Sverige, Finland, Slovakien)
- Serla (Sverige, Finland)
- Mola (Tyskland, Polen, Slovakien)
- Tento (Polen, Slovakien)
- Katrin (Sverige, Finland, Tyskland, Polen)
- SAGA (Finland, Tyskland)